# Савченко Олексій Миколайович
Олексій Миколайович Савченко (7 квітня 1952) — радянський футболіст, який грав на позиції захисника. Відомий за виступами за сімферопольську «Таврію» у першій лізі, та керченський «Океан» у другій лізі, в складі якого він зіграв понад 120 матчів у чемпіонаті країни.

## Клубна кар'єра
Олексій Савченко є вихованцем керченського футболу. Дебютував у командах майстрів у 1974 році в команді другої ліги «Зауралець». У 1975 році разом із низкою інших вихованців кримського футболу, зокрема Олександром Мухою та Анатолієм Сироватським, став гравцем команди першої ліги «Таврія» з Сімферополя. Щоправда, у сімферопольській команді Савченко відіграв лише один сезон. і на початку 1976 року покинув команду, після чого став гравцем команди «Атлантика» з Севастополя. Після організації в Керчі команди майстрів «Океан» у 1979 році Олексій Савченко став гравцем новоствореної команди майстрів, у якій грав до 1982 року, зігравши у її складі понад 120 матчів. Після завершення виступів на футбольних полях Олексій Савченко працював тренером у Керчі, неодноразово очолював місцевий аматорський клуб «Портовик».